# Ski alpin à l'Universiade d'hiver de 2011
Navigation
Harbin - 2007 Maribor - 2013
Les épreuves de ski alpin de l'Universiade d'hiver 2011 se sont déroulées à la station de Palandoken, en Turquie.

## Résultats

### Hommes
| Épreuves      | Or             | Or            | Argent        | Argent        | Bronze        | Bronze        |
| ------------- | -------------- | ------------- | ------------- | ------------- | ------------- | ------------- |
| Super-G       | Adam Zika      | 1 min 6 s 88  | Calle Lindh   | 1 min 7 s 08  | Bernhard Graf | 1 min 7 s 14  |
| Slalom géant  | Bernhard Graf  | 1 min 52 s 04 | Adam Zika     | 1 min 52 s 53 | Douglas Hedin | 1 min 53 s 66 |
| Slalom        | Seppi Stiegler | 1 min 45 s 71 | Filip Mlinsek | 1 min 45 s 84 | Calle Lindh   | 1 min 45 s 92 |
| Super-combiné | Bernhard Graf  | 1 min 49 s 45 | Calle Lindh   | 1 min 49 s 97 | Adam Zika     | 1 min 50 s 14 |

### Femme
| Épreuves      | Or                  | Or            | Argent                     | Argent        | Bronze           | Bronze        |
| ------------- | ------------------- | ------------- | -------------------------- | ------------- | ---------------- | ------------- |
| Super-G       | Katlyn Hartman      | 1 min 11 s 26 | Karolina Chrapek           | 1 min 11 s 41 | Chiara Carratu   | 1 min 11 s 55 |
| Slalom géant  | Jennifer van Wagner | 1 min 53 s 26 | Lucia Mazzotti             | 1 min 53 s 55 | Karolina Chrapek | 1 min 53 s 73 |
| Slalom        | Sterling Grant      | 1 min 44 s 28 | Aleksandra Klus-Zamiedzowy | 1 min 44 s 42 | Jana Gantnerova  | 1 min 44 s 66 |
| Super-combiné | Aude Aguilaniu      | 1 min 52 s 00 | Erika Ghent                | 1 min 52 s 31 | Charline Vion    | 1 min 52 s 78 |

## Tableau des médailles
| Rang  | Nation             | Or | Argent | Bronze | Total |
| ----- | ------------------ | -- | ------ | ------ | ----- |
| 1     | États-Unis         | 4  | 1      | 0      | 5     |
| 2     | Autriche           | 2  | 0      | 1      | 3     |
| 3     | République tchèque | 1  | 1      | 1      | 3     |
| 4     | France             | 1  | 0      | 1      | 2     |
| 5     | Suède              | 0  | 2      | 2      | 4     |
| 6     | Pologne            | 0  | 2      | 1      | 3     |
| 7     | Italie             | 0  | 1      | 1      | 2     |
| 8     | Slovénie           | 0  | 1      | 0      | 1     |
| 9     | Slovaquie          | 0  | 0      | 1      | 1     |
| Total | Total              | 10 | 10     | 10     | 30    |